# Andrej Alekszandrovics Szilnov
Andrej Alekszandrovics Szilnov (oroszul: Андрей Александрович Сильнов; Sahti, 1984. szeptember 9. –) olimpiai bajnok orosz magasugró.

## Pályafutása
A 2006-os Európa-bajnokságon 2,36 méteres ugrással nyert. Ezzel megjavította Steinar Hoen 1994-ben felállított 2,35 méteres Európa-bajnoki csúcsát. Megpróbálkozott a 2,41 méterrel is, amivel beállította volna Igor Paklin 1985 óta érvényben lévő orosz csúcsát, de nem sikerült az ugrása. Egy héttel később Monacóban 2,37 métert ugrott, ami a 2006-os év legjobb ugrása volt.
A 2007-es világbajnokságon Oszakában csak a 11. lett a 2,21 méteres teljesítményével.
A 2008-as olimpián a 2,36 méteres magasságig jutott, amivel aranyérmet nyert férfi magasugrásban. Itt is megpróbálkozott az orosz rekord megdöntésével, de a 2,42 méteren mindhárom kísérlete sikertelen volt.
2020-ban korábbi doppingmintáját újravizsgálták és szteroid használatát mutatták ki.

## Egyéni legjobbjai
- 2,38 méter (2008, London)
- Fedett pályán 2,37 méter (2008, Arnstadt)